# Martin Nash
Martin Nash (ur. 27 grudnia 1975 w Reginie) – kanadyjski piłkarz występujący na pozycji pomocnika. Brat koszykarza Steve’a Nasha.

## Kariera klubowa
Nash karierę rozpoczynał w 1995 roku w Vancouver 86ers z A-League. W 1996 roku przeszedł do angielskiego klubu Stockport County z Division Two. W 1997 roku awansował z nim do Division One. Tam ze Stockport grał przez rok. W 1998 roku wrócił do Kanady, gdzie został graczem futsalowego Edmonton Drillers. Spędził tam sezon 1998/1999.
W 1999 roku Nash ponownie trafił do Vancouver 86ers. Jednak jeszcze w tym samym roku przeniósł się do angielskiego Chester City z Division Three. W 2000 roku odszedł do amerykańskiego klubu Rochester Raging Rhinos. W sezonach 2000 oraz 2001 wywalczył z nim mistrzostwo rozgrywek A-League.
W 2002 roku Nash po raz trzeci wyjechał do Anglii, tym razem, by grać w tamtejszym Macclesfield Town z Division Three. Po zakończeniu sezonu 2002/2003 wrócił jednak do Kanady, gdzie podpisał kontrakt z Montrealem Impact. Spędził tam jeden sezon. Następnie grał w futsalowym Dallas Sidekicks, a w 2004 roku został graczem zespołu Vancouver Whitecaps, w którym grał już gdy ten nosił nazwę Vancouver 86ers. W 2005 roku rozpoczął z nim starty w USL First Division. W latach 2006 oraz 2008 zdobył z nim mistrzostwo tych rozgrywek. W 2010 roku zakończył karierę.

## Kariera reprezentacyjna
W reprezentacji Kanady Nash zadebiutował 6 kwietnia 1997 roku w zremisowanym 0:0 meczu eliminacji Mistrzostw Świata 1998 z Salwadorem. W 2000 roku po raz pierwszy wziął udział w Złotym Pucharze CONCACAF. Rozegrał na nim 3 spotkania: z Meksykiem (1:1, 2:1 po dogrywce), Trynidadem i Tobago (1:1) i Kolumbia (2:0), a Kanada została zwycięzcą turnieju.
W 2003 roku ponownie znalazł się w drużynie na Złoty Puchar CONCACAF. Wystąpił na nim w pojedynkach z Kostaryką (1:0) i Kubą (0:2), a Kanada odpadła z turnieju po fazie grupowej.
W 2007 roku Nash po raz ostatni został powołany do kadry na Złoty Puchar CONCACAF. Zagrał na nim w meczach z Kostaryką (2:1), Gwadelupą (1:2), Gwatemalą (3:0) i Stanami Zjednoczonymi (1:2), a Kanada zakończyła turniej na półfinale.
W latach 1997–2008 w drużynie narodowej Nash rozegrał 38 spotkań i zdobył 2 bramki.